# Гутензон, Катарина
Катарина Анна Гутензон (нем. Katharina Anna Gutensohn; род. 22 марта 1966, Кирхберг) — австрийская и немецкая горнолыжница, фристайлистка, успешно выступавшая в таких дисциплинах как скоростной спуск, супергигант и ски-кросс. В период 1982—1989 годов представляла сборную Австрии по горнолыжному спорту, затем вплоть до 1998 года состояла в сборной Германии. В 2005—2010 годах также выступала за Австрию в фристайле. Серебряная призёрка чемпионата мира, победительница этапов Кубка мира, обладательница малого Хрустального глобуса, участница четырёх зимних Олимпийских игр.

## Биография
Катарина Гутензон родилась 22 марта 1966 года в коммуне Кирхберг земли Тироль, Австрия. Серьёзно занималась горнолыжным спортом с раннего детства, проходила подготовку в местном одноимённом клубе SK Kirchberg.
В 1982 году в возрасте шестнадцати лет вошла в основной состав австрийской национальной сборной и дебютировала в Кубке мира. Год спустя побывала на чемпионате мира среди юниоров в итальянском Сестриере, откуда привезла награды бронзового и серебряного достоинства, выигранные в скоростном спуске и комбинации соответственно.
В 1985 году впервые одержала победу в Кубке мира, став лучшей в скоростном спуске на этапе в американском Вали. Выступила на мировом первенство Бормио, где в той же дисциплине стала серебряной призёркой — разделила второе место с швейцарской горнолыжницей Ариане Эрат, пропустив вперёд другую швейцарку Микелу Фиджини. В следующем сезоне добавила в послужной список ещё три победы в Кубке мира.
В январе 1987 года во время тренировки порвала крестообразную связку и в связи с травмой вынуждена была пропустить практически весь сезон, в том числе отказалась от поездки на чемпионат мира.
Восстановившись от травмы, с 1988 года продолжила выступать в Кубке мира, на многих этапах попадала в десятку, хотя взойти на подиум ей уже не удавалось. Пыталась отобраться на чемпионат мира 1989 года в Вейле, но из-за слишком высокой конкуренции в команде не смогла этого сделать. В том же году переехала на постоянное жительство в Обераудорф и отныне решила выступать за сборную Германии. С получением гражданства проблем не возникло, так как в то время она уже была замужем за немцем.
Присоединившись к немецкой национальной сборной, Гутензон сразу начала показывать достаточно высокие результаты, в частности уже в сезоне 1989/90 завоевала малый Хрустальный глобус в скоростном спуске. Стартовала на мировом первенстве в Зальбах-Хинтерглеме, став в скоростном спуске восьмой.
Благодаря череде удачных выступлений удостоилась права защищать честь страны на зимних Олимпийских играх 1992 года в Альбервиле — была близка здесь к попаданию в число призёров, финишировала в скоростном спуске шестой.
В 1993 году в результате падения на склоне вновь получила серьёзною травму, что привело к заметному ухудшению её результатов. Тем не менее, она всё же сумела пройти отбор на Олимпийские игры 1994 года в Лиллехаммере, где стала восемнадцатой в скоростном спуске и шестой в супергиганте.
На чемпионате мира 1996 года в Сьерра-Неваде заняла 15 место в скоростном спуске и седьмое в супергиганте. Через год на аналогичных соревнованиях в Сестриере показала в тех же дисциплинах девятый и пятый результаты соответственно.
Находясь в числе лидеров главной горнолыжной команды Германии, благополучно прошла отбор на Олимпийские игры 1998 года в Нагано — на сей раз стартовала исключительно в скоростном спуске, оказавшись на финише девятой. Вскоре по окончании этой Олимпиады приняла решение завершить спортивную карьеру, уступив место в сборной молодым немецким горнолыжницам. За более чем 15 лет выступлений на высшем уровне Гутензон в общей сложности 18 раз поднималась на пьедестал почёта различных этапов Кубка мира, в том числе восемь этапов выиграла. Наивысшая позиция в общем зачёте всех дисциплин — 11 место (дважды). Является, помимо всего прочего, двукратной чемпионкой Австрии по горнолыжному спорту.
Покинув большой спорт, Гутензон продолжала кататься на лыжах, пробуя себя в разных менее популярных дисциплинах. В конечном счёте она увлеклась фристайлом и полностью посвятила себя набиравшему популярность ски-кроссу. Результаты не заставили себя ждать, и с 2005 года она уже состояла в австрийской национальной сборной по этому виду спорта, принимала участие в чемпионатах мира и этапах мирового кубка, в частности пять раз поднималась на подиум и два этапа выиграла. Когда ски-кросс был включён в программу Олимпийских игр 2010 года в Ванкувере, Катарина Гутензон успешно прошла квалификацию и в итоге выступила на этой четвёртой в своей карьере Олимпиаде, став самой возрастной приехавшей сюда фристайлисткой — на тот момент ей шёл уже 44-й год. Тем не менее, шансов на завоевание медали у неё было мало — она заняла итоговое 26 место. После этой Олимпиады уже окончательно завершила спортивную карьеру.
Мать троих детей. В 2013 году принимала участие в восьмом сезоне австрийского реалити-шоу «Танцы со звёздами».